# أنجيلا ملنر
أنجيلا ملنر (بالإنجليزية: Angela Milner)‏ (و.1947) هي عالمة الحفريات البريطانية التي وصفت عام 1986 نوعًا جديدًا من الباريونيكس.
عملت ملنر الحاصلة على درجة الدكتوراة في متحف التاريخ الطبيعي في لندن، حيث درست الديناصورات الثيروبودية مثل داروينيوس ماسيلاي، والمعروفة باسم إيدا. كما درست عمل الدماغ لدى الأركيوبتركس، والذي أثبت أن هذا النوع كان طائراً. كما درست أنواع الطيور من العصر الأيوسيني التي توجد في جنوب إنجلترا.

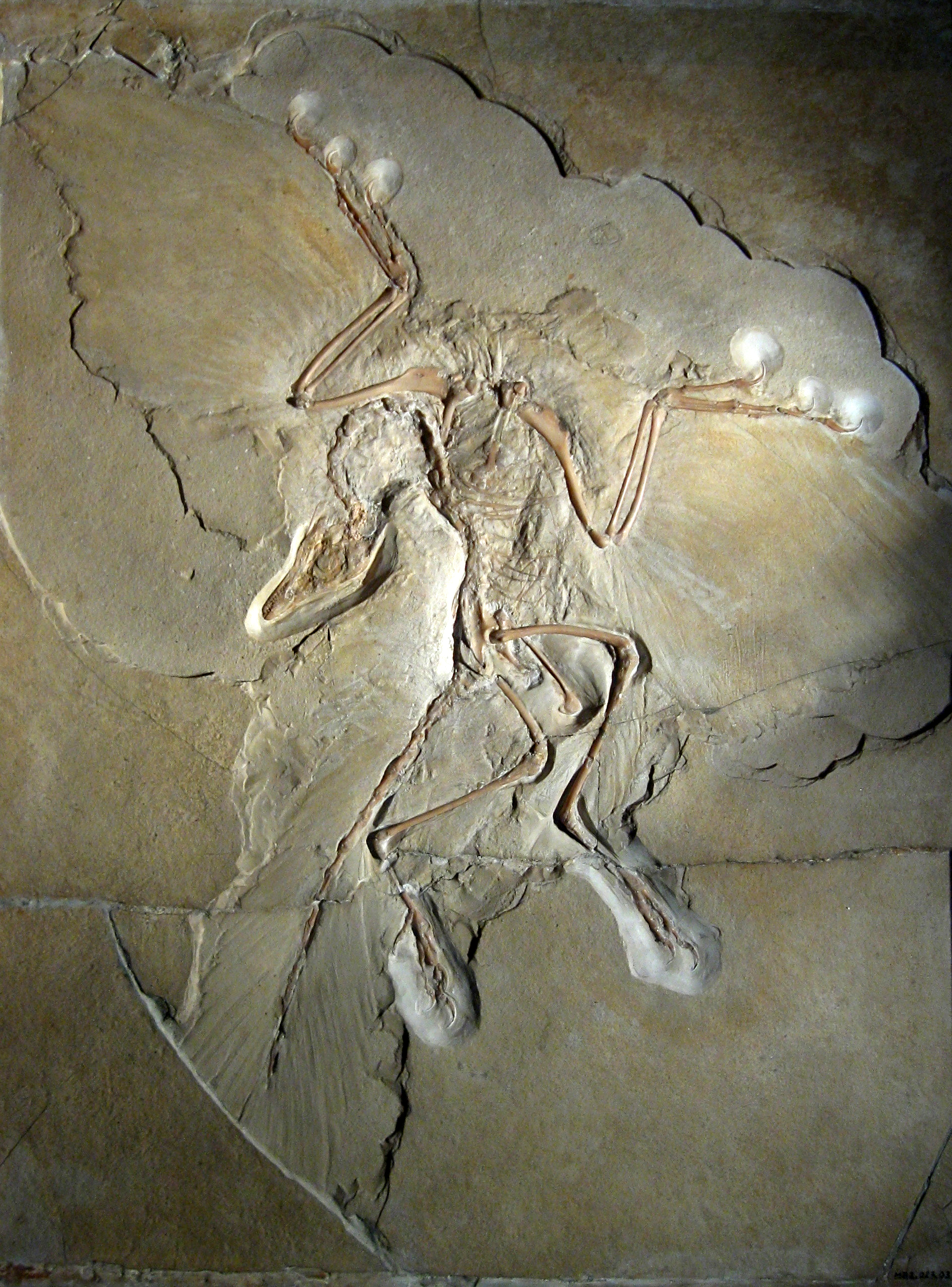
أحفورة أركيوبتركس محفوظة في متحف برلين.